# Pays léonais
Le Pays léonais (País Leonés en castillan, País llïonés en léonais) est un territoire qui s'étend sur les provinces de León, Zamora et Salamanque. Il couvre une superficie d'environ 38 436 km2 et 1 046 334 personnes y habitent.

## Histoire

### Préhistoire
L'actuel Pays léonais était peuplé lors du Paléolithique supérieur. On a retrouvé des restes archéologiques humains à Laciana et dans la vallée de Valdeón, ainsi que près de Salamanque.

## Géographie
Le Pays léonais est formé de trois provinces:
- Province de León
- Province de Zamora
- Province de Salamanque

### Comarques
Province de León
- El Bierzo : Ponferrada Bembibre
- Páramo Leonés : Santa María
- Laciana : Villablino
- Maragatería : Astorga, Brazuelo, Lucillo, Luyego, Santa Colomba de Somoza, Santiago Millas et Val de San Lorenzo.
- Babia : Cabrillanes -Babia de Susu- y San Emiliano -Babia de Yusu-
- La Cepeda : Quintana, Villamexil, Magaz, Villaobispu los Oteiros.
- La Valduerna
- Ribera del Órbigu : Carrizo de la Ribera, Llamas de la Ribera, Benavides del Orbigu
- La Cabrera : Truchas, Encinedo, Castrillo de Cabrera, Benuza, Puente de Domingo Flórez
- La Valdería
- Tierra de la Reina
- Vega del Esla
- La Sobarriba : Valdefresnu de la Sobarriba
- Tierra de Campos
- Umaña : Murias de Paredes, Riello, Valdesamario
- Montaña Central : La Robla, La Pola de Gordón, Villamanín
- L'Alfoz : León, San Andrés del Rabanedo, Villaquilambre, Santovenia de la Valdoncina
- Tierras de La Bañeza
- A Fornela : Peranzanes
- Ordás : Santa María de Ordás
- Os Ancares
- Valdión : Sotu
- Sayambre : Oseja de Sajambre
- L.luna : Soto y Amío, Carrocera, Los Barrios de Luna, Sena de Luna
- Argüeyos : Cármenes, Santa Colomba, Valdellugueros, Valdepiélagu y Vegaquemada.
- Tierras de Coyanza : Coyanza, Villamañán
- La Cepeda

Province de Zamora
- Aliste : Alcañices San Vitero
- Tábora : Tábara
- La Carbayeda
- La Guarena : Fuentesaúco
- Los Valles : Benavente, Santibáñez de Vidriales
- Senabria : Cobreros, Puebla de Sanabria, Pedralba de la Pradería, Asturianos
- Seyagu : Bermillo de Sayago,  Fermoselle, Muga de Sayago, Cibanal, Luelmo
- Tierra de Campos : Villalcampo
- Tierra del Pan : Muelas del Pan
- Tierra del Vino : Morales del Vino
- Tierra de Touru : Touru
- Zamora

Province de Salamanque
- Las Arribas : Bermellar, Barruecopardo, Aldeadávila, Masueco, Vilvestre, Mieza, Saldeana
- Campu Charru
- Ciarrodrigu : Ciudad Rodrigo, Villar de la Yegua
- Ledesma : Ledesma
- L'Armuna
- Tierra de Alba : Alba de Tormes
- Sierra de Béyar : Béjar
- Sierra de Francia : Santibáñez de la Sierra
- Sierra de Gata : El Payo
- Salamanque

## Climat
Le Pays léonais possède un climat méditerranéen avec des hivers longs et froids, avec des températures moyennes situées entre 4 et 7 °C en janvier et des étés courts et chauds, avec trois ou quatre mois secs caractéristiques de ce climat. Les précipitations sont faibles, notamment au niveau des terres les plus basses.

## Culture

### Langues
Dans le Pays léonais, trois langues sont parlées : l'espagnol, le léonais et le galicien (à Bierzo).
La langue identitaire du Pays léonais, c'est le léonais. Il est parlé par 50 000 personnes. C'est une langue minoritaire, mais il existe des projets pour la valoriser dans quelques villes comme León ou La Bañeza.
Le galicien est parlé à El Bierzo.
L'espagnol est parlé dans tout le pays.

## Politique
Le léonaisisme est un mouvement culturel et politique qui défend l'autonomie du Pays léonais et son autodétermination. Il existe des partis léonaisistes, comme l'Unión del Pueblo Leonés.
Le sentiment d'appartenance au Pays léonais est très marqué. Ainsi, des manifestations pour l'autonomie du Pays léonais rassemblent les léonaisistes,,,.